# The Prequels Strike Back: A Fan's Journey
The Prequels Strike Back: A Fan's Journey es una película documental estadounidense de 2016 dirigida por Bradley Weatherholt sobre la trilogía de precuelas de Star Wars. La película contiene docenas de entrevistas de estudiosos del cine, críticos, académicos y fanáticos de Star Wars. Las entrevistas notables incluyen al director de cine Kevin Smith, el crítico de cine Chris Gore, el actor Christian Simpson, el periodista musical Doug Adams y el curador fundador de los archivos de Joseph Campbell, Dr. Jonathan Young.

## Producción
Con financiación colectiva con un presupuesto modesto, la producción se llevó a cabo durante un año mientras se realizaban entrevistas en todo el país.

## Liberar
La película se estrenó digitalmente el 14 de septiembre de 2016. Un estreno teatral tuvo lugar el 6 de octubre de 2016 en Austin, Texas.

### Recepción
The Prequels Strike Back: A Fan's Journey recibió críticas generalmente positivas tanto de críticos como de fanáticos. Chris Agar de Screen Rant señaló que la película "Es un gran reloj para los fanáticos de Star Wars y sirve como una discusión refrescante sobre las precuelas", mientras que Richard Whittaker de The Austin Chronicle elogió la deconstrucción de George Lucas en la película. La revisión de Geeks of Doom señaló: "Es posible que se sorprenda de lo que aprende y de lo que puede haberse perdido todo este tiempo". La Sociedad de Apreciación de Precuelas de Star Wars calificó la película como "reflexiva", aunque dudó que la película cambiara la opinión de los fanáticos "infernales". Muchos citan que la película juega un papel importante en el replanteamiento del legado de las películas de la precuela.